# Melissoptila aliceae
Melissoptila aliceae är en biart som beskrevs av Urban 1998. Melissoptila aliceae ingår i släktet Melissoptila och familjen långtungebin. Inga underarter finns listade i Catalogue of Life.